# 馬見岡綿向神社
馬見岡綿向神社（うまみおかわたむきじんじゃ）は、滋賀県蒲生郡日野町の東にそびえる綿向山の山頂に祀られている大嵩神社の里宮。式内社馬見岡神社に比定。旧社格は県社。毎年5月2日と3日に例祭として日野祭を開催する。

## 祭神
綿向山を神体山とし、出雲系の三柱を祀る。
- 天穂日命（アメノホヒノミコト）
- 天夷鳥命（アメノヒナドリノミコト）
- 武三熊大人命（タケミクマオウシノミコト）

## 歴史
神武天皇の時代に出雲国の開拓神を迎えて祀り、545年（欽明天皇6年）に綿向山の頂上に祠を建てたのが始りと伝えられ、平安時代の初期の796年（延暦15年）に現在の地に移転されたとされている。中世の1209年（承元3年）に境内の社殿がすべて焼失する火事があったが、社殿が再建されたのは181年後の1390年（明徳元年）のことであった。

### 蒲生氏の庇護
中世後期には日野に城下町を築いた蒲生氏が氏神として庇護し、蒲生上郡の総社として崇敬を集めた。1521年（大永2年）に兵火で焼けた社殿は、1549年（天文18年）に蒲生定秀、1571年（元亀2年）蒲生賢秀によって修復された。また蒲生定秀は1557年（弘治3年）に神輿3基を新調し、蒲生氏が支配する領域128村の奉幣や地侍を従えて祭りの行列に参加した。蒲生氏郷は1584年（天正12年）に伊勢に、その後会津に移ったが、当神社への寄進は続けていた。会津黒川に転封した際、この神社の参道一帯にあった「若松の森」と呼ばれた松林を偲び、新たな領地「会津黒川」を「会津若松」に改名したという。氏郷のあと蒲生氏は秀行・忠郷・忠知と引き継がれてゆき、領地も会津の後は宇都宮・会津・松山と転封するが、綿向神社への寄進は継続していた。しかし1634年（寛永11年）当時伊予松山藩主であった蒲生忠知が嗣子なく没して蒲生家は残絶したため、蒲生氏からの庇護はなくなった。

### 近江日野商人の信仰を集める
近世には近江日野商人（近江商人）が出世開運の神として崇め、近江日野商人から寄進された拝殿・絵馬殿・石灯籠・石橋などが境内に残る。日野祭の際に神輿が渡御する半円形の石橋は1681年（延宝9年）に近江日野商人からの寄進で完成した。1708年（宝永5年）現在の本殿が広く民衆からの募金により完成した。日野の町人中井源左衛門家の良祐・光昌親子は特に信仰が厚く、1782年（天明2年）神楽所を修復、1803年（享和3年）には拝殿を完成させた。また社殿以外にも日野祭の当日に祭礼を彩る曳山19基（現在残っているのは16基）が、18世紀の初頭から日野町人たちの財力によって完成している。

### 朝香宮鳩彦王の宿舎
皇族の朝香宮鳩彦王が1929年（昭和4年）10月に軍務で日野町を訪問することになった際に、社務所が宿舎に選定された。しかし、社務所は竣工したばかりで浴場の設備がなく、また塀垣の建造などが必要となったため、「殿下御専用の浴場」などの整備が行われた。
朝香宮は10月24日午後3時、到着直後に当社を参拝した。25日には日野小学校、日野高等女学校への御成の後、社務所前に記念樹として松を手植え、26日朝に出立した。

## 境内
- 本殿 … 1998年滋賀県指定文化財[15]
- 拝殿
- 回廊
- 末社
  - 八幡宮
  - 村井御前社
  - 榊御前社
  - 竈殿
  - 富士権現社
  - 玉霊明神社
  - 大将軍社
  - 稲荷社
- 手水舎
- 神楽殿
- 絵馬殿
- 神馬舎
- 社務所
- 神輿庫
- 石造灯篭 … 1942年国の重要美術品に認定[16]
- 石造反橋

## ギャラリー

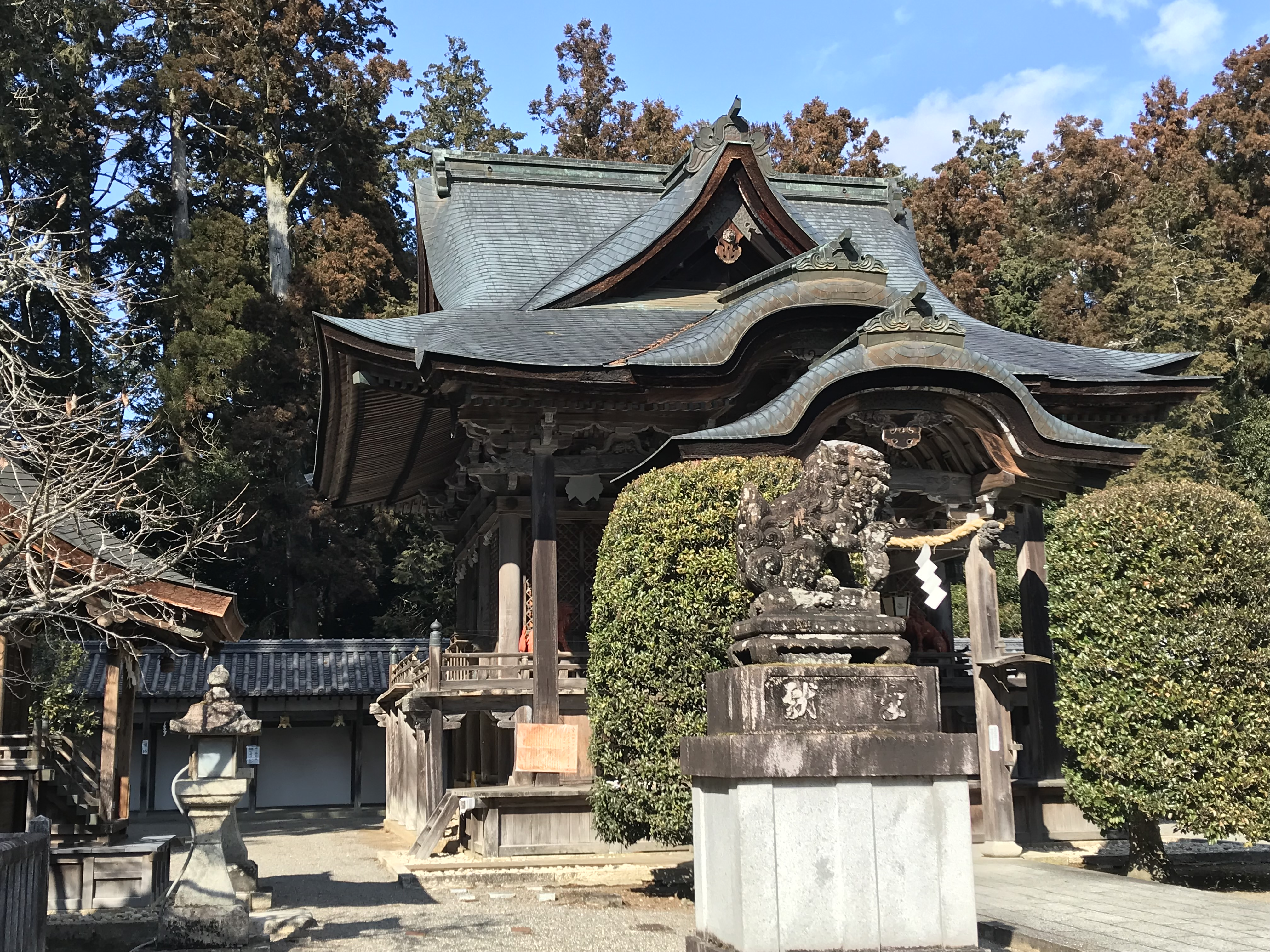
本殿
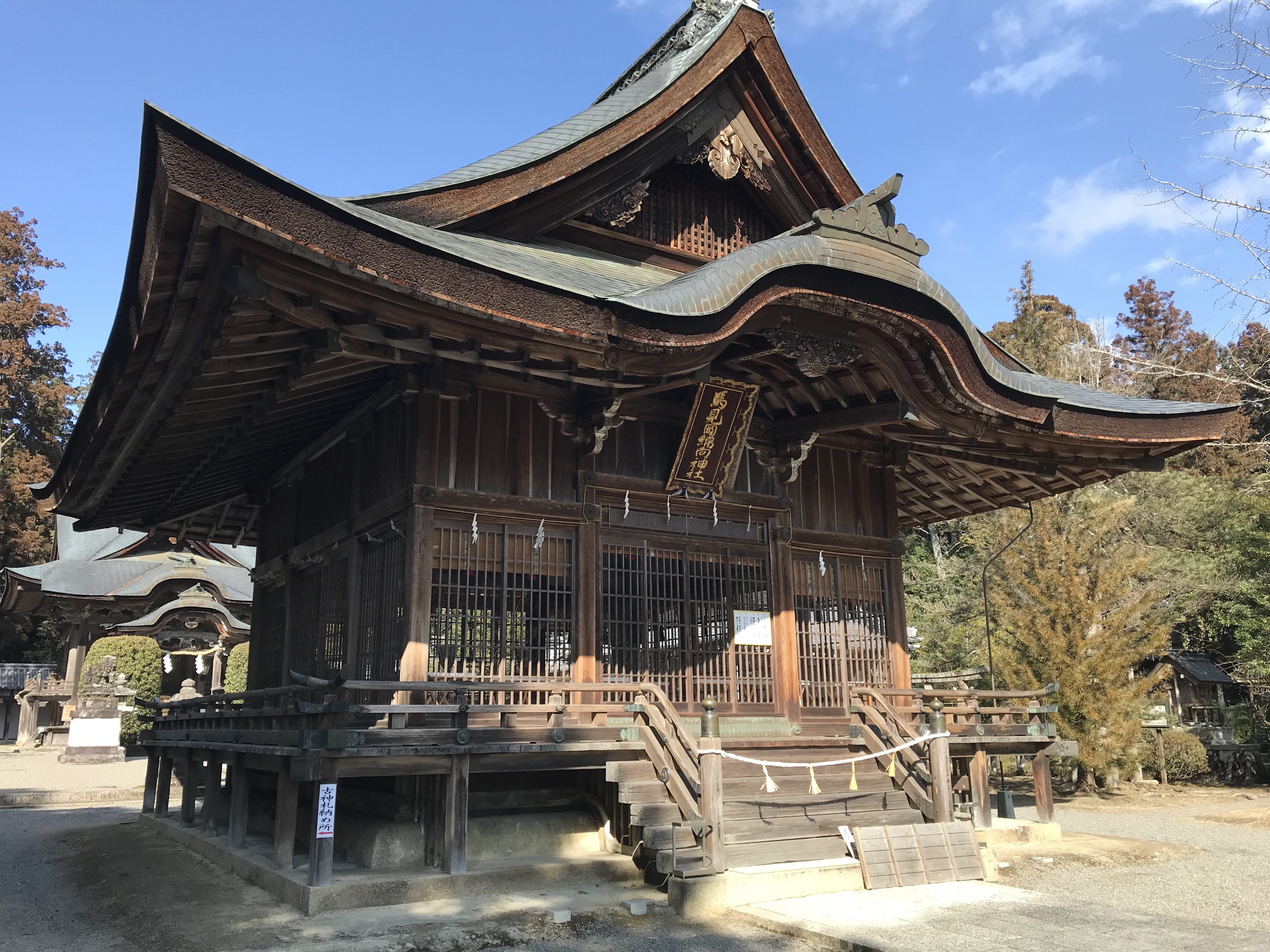
拝殿
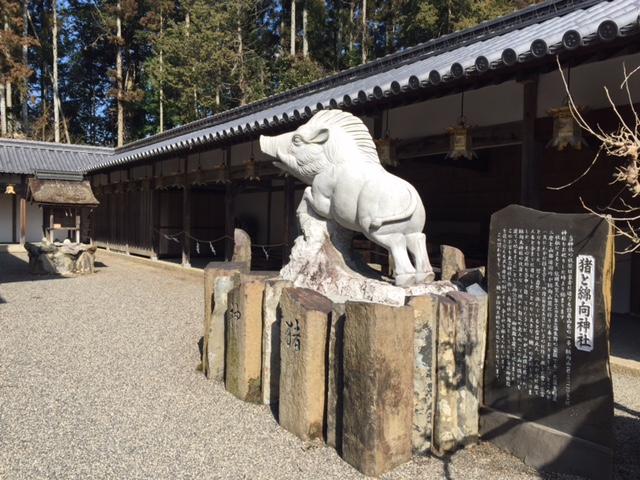
本殿横の猪
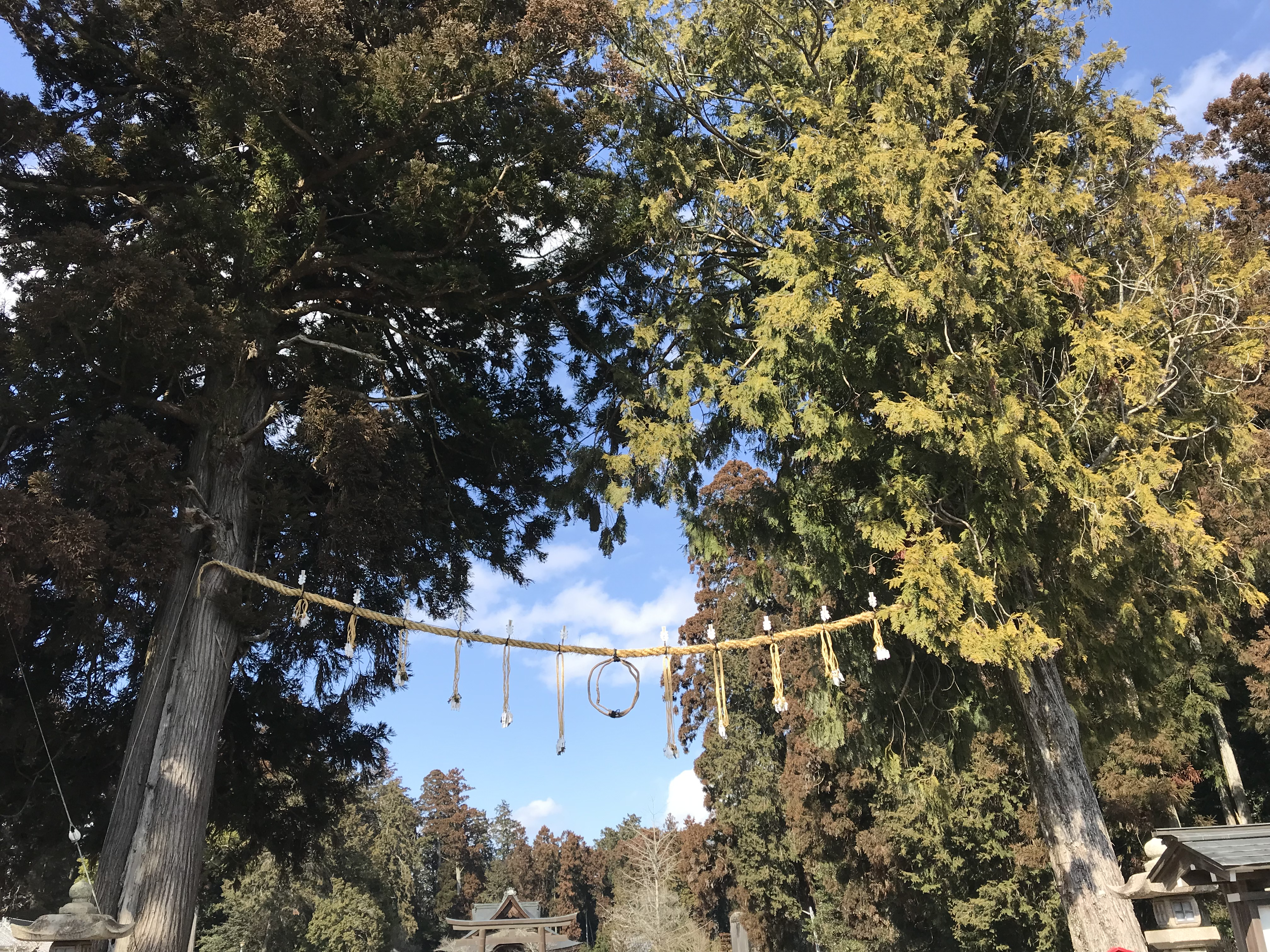
入り口の勧請縄
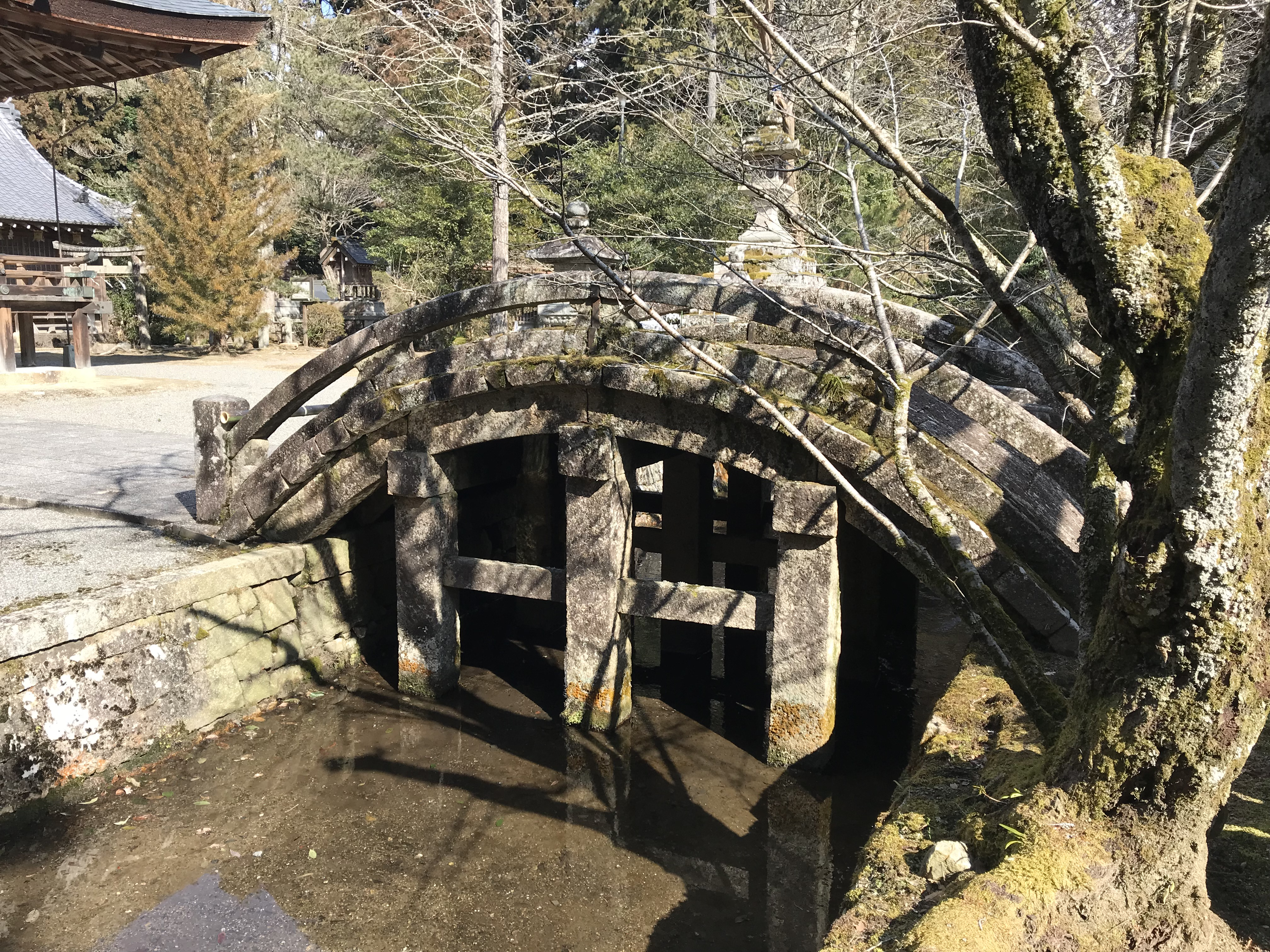
太鼓橋
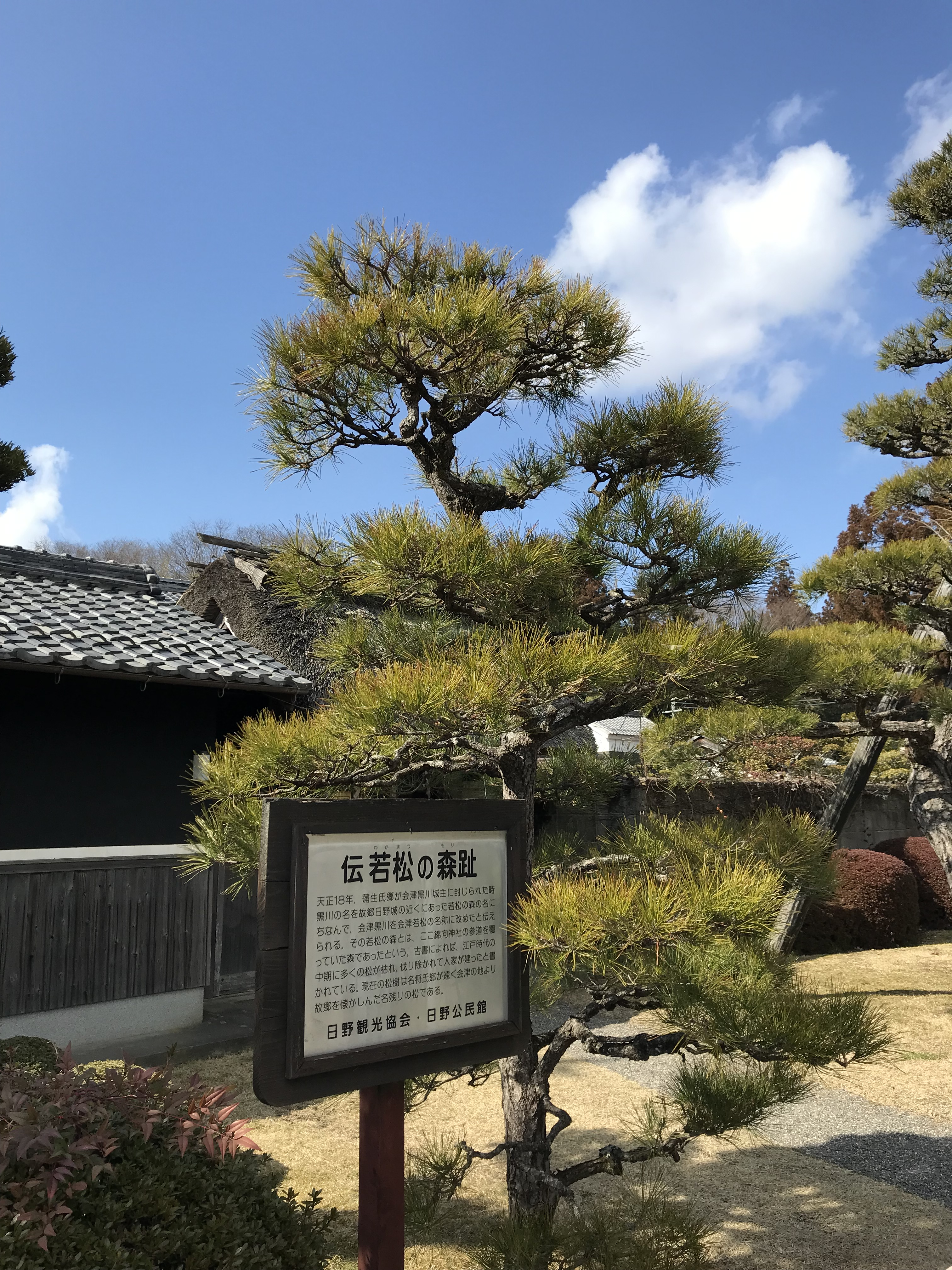
伝若松の森跡

## 文化財

### 国認定重要美術品
- 馬見岡綿向神社石造灯篭

### 県指定有形文化財
- 馬見岡綿向神社本殿一棟
- 祭礼渡御図絵馬[8]

### 県指定無形民俗文化財
- 日野祭

## 現地情報
所在地
- 滋賀県蒲生郡日野町村井705

交通アクセス
公共交通機関
- JR東海道本線（琵琶湖線）および近江鉄道八日市線（万葉あかね線）近江八幡駅または近江鉄道本線（水口・蒲生野線）日野駅から近江鉄道バス北畑口行きで向町停留所下車、徒歩約3分。

自動車
- 名神高速道路 八日市ICから約20分。
- 新名神高速道路 甲賀土山ICから約20分。